# Liubomiras Laucevičius (Schauspieler)

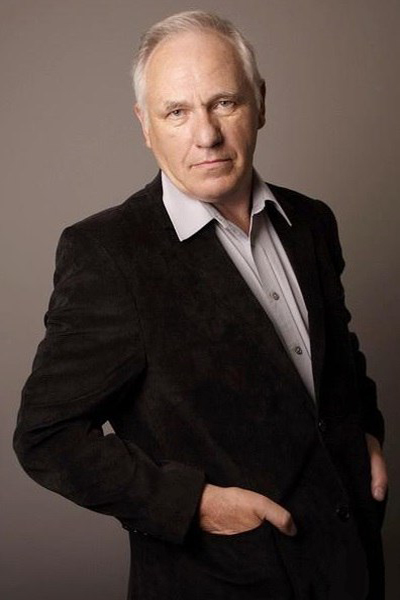
Liubomiras Laucevičius, 2022

Liubomiras Laucevičius (* 15. Juni 1950 in Vilnius, LiSSR) ist ein litauischer Schauspieler.

## Leben
Seit 1966 wurde Laucevičius am Panevėžys-Dramatheater unter Regisseur Juozas Miltinis ausgebildet. Von 1968 bis 1975 trat er dort in zahlreichen Theaterstücken auf. 1980 absolvierte er eine Ausbildung an der Litauischen Musik- und Theaterakademie bei Povilas Gaidys. Von 1975 bis 1990 trat Laucevičius am Dramatheater Klaipėda auf, danach wechselte er ans Dramatheater Kaunas.
Neben seiner Tätigkeit am Theater trat Laucevičius auch in zahlreichen Film- und Fernsehproduktionen auf. Einem internationalen Publikum wurde er 1985 durch seine Rolle als Partisanenführer Kosatsch in Elem Klimows Antikriegsfilm Komm und sieh bekannt.
Im Jahr 2000 wurde er mit dem Ritterkreuz des Ordens des litauischen Großfürsten Gediminas ausgezeichnet. Für seine Rolle als Shylock in Der Kaufmann von Venedig am Dramatheater Kaunas wurde er 2004 mit dem litauischen Theaterpreis Goldenes Bühnenkreuz als Bester Schauspieler ausgezeichnet. 2015 wurde er zum zweiten Mal mit dem Goldenen Bühnenkreuz für seine Rollen in Miškinis und Hamlet ausgezeichnet.

## Filmografie (Auswahl)
- 1978: Pasigailėk mūsų
- 1980: БŽaltvykslės
- 1981: Arkliavagio duktė
- 1982: Turtuolis, vargšas…
- 1984: Die Abteilung (Отряд)
- 1985: Komm und sieh (Иди и смотри)
- 1986: Die fremde Weiße (Чужая белая и рябой)
- 1986: В распутицу
- 1990: Сталинград
- 1990: Мать
- 1991: Морской волк (Fernsehserie)
- 1992: Džiazas
- 1995: Волчья кровь
- 2000: Die Romanows: Eine gekrönte Familie (Романовы. Венценосная семья)
- 2000: Каменская (Fernsehserie)
- 2003: Antikiller 2: Antiterror (Антикиллер 2: Антитеррор)
- 2005: Мастер и Маргарита (Fernsehserie)
- 2005: КГБ в смокинге
- 2007: Молодой Волкодав (Fernsehserie)
- 2007: Vogelfrei (Отверженный)
- 2009: Steppensturm – Der Aufstand der Kosaken (Тарас Бульба)
- 2009: Первый отряд
- 2012: Единственный мой грех (Fernsehserie)
- 2015: Gitel
- 2017: Laisvės kaina. Partizanai (Fernsehserie)
- 2017: Крылья Империи (Fernsehserie)
- 2019: Senas šautuvas
- 2019: Nematoma